# Jomblang (Jepon)
Jomblang is een bestuurslaag in het regentschap Blora van de provincie Midden-Java, Indonesië. Jomblang telt 2769 inwoners (volkstelling 2010).